# Формула-1 — Гран-прі Європи
Гран-прі Європи (англ. Grand Prix of Europe, нім. Großer Preis von Europa) — один з етапів чемпіонату Світу з автоперегонів у класі Формула-1. З середини 1980-х років Гран-прі вперше з'являється у розкладі чемпіонату Світу Формули-1, але тільки з 1993 року стає регулярним етапом серії. До Другої світової війни також проводилися змагання під назвою «Гран-прі Європи» — як правило, це був один з національних Гран-прі. Перше таке змагання відбулося в рамках Гран-прі Італії 1923 року на Національному автодромі Монца в Італії. Перемогу в тому змаганні здобув Карло Салмано на автомобілі Fiat 805.

## Історія

### До Другої Світової війни
Гран-прі Європи був заснований AIACR (попередником FIA) в організації гоночних змагань. Перша гонка також носила назву Гран-прі Італії, і була проведена в 1923 році. Потім пішли гонки в рамках Гран-прі Франції та Гран-прі Бельгії, і після пропуску в 1929 році, гонка в Спа у 1930 році завершила передвоєнну історію Гран-прі Європи.

### 1947—1977
Після другої світової війни Гран-прі Європи відновився у 1947 році гонкою в рамках Гран-прі Бельгії. Після цього, окремі національні Гран-прі отримували цей титул, аж до Гран-прі Великої Британії 1977 року (наприклад, перший офіційний Гран-прі Формули-1 — Гран-прі Великої Британії 1950 року носив паралельну назву XI European Grand Prix).

### 1983—1985
В сезоні 1983 року було вирішено організувати етап Формули-1 в Нью-Йорку. Однак, в останній момент гонка була скасована, і власники британської траси Брендс-Гетч запропонували організувати заліковий Гран-прі Європи, який і пройшов 25 вересня. У 1984 році Брендс-Гетч приймав Гран-прі Великої Британії, і Гран-прі Європи був проведений на трасі Нюрбургринг в Німеччині. У 1985 році був проведений ще один європейський етап в Брендс-Гетч, але в наступному сезоні етап був замінений на Гран-прі Угорщини.

### З 1993 року
Ідея європейського етапу була відроджена у 1993 році, після провалу ідеї з організацією Гран-прі Азії та виключенням з календаря Гран-прі Мексики. Після цього, Гран-прі Європи проводився щорічно, за винятком сезону 1998 року. Проведенню деяких з цих Гран-прі сприяли проблеми організаторів інших етапів першості. У 1994 році запланований на осінь Гран-прі Аргентини був перенесений на наступний рік, замість нього відбувся Гран-прі Європи на трасі в Хересі. У 1997 році Гран-прі Європи спочатку не був запланований (гонка на його постійній трасі в Нюрбургринзі через європейське тютюнове законодавство два роки іменувалася Гран-прі Люксембургу), але через неготовність після реконструкції траси в Ешторілі завершальний етап також був перенесений у Херес і названий Гран-прі Європи. Із 2008 року гран-прі Європи проводиться у Валенсії (Іспанія).

## Переможці Гран-прі Європи

### Пілоти
Дві і більше перемоги у Гран-прі Європи (входять в залік чемпіонату Формули-1)
| Перемоги | Пілот             | Гран-прі                           |
| -------- | ----------------- | ---------------------------------- |
| 6        | Міхаель Шумахер   | 1994, 1995, 2000, 2001, 2004, 2006 |
| 3        | Фернандо Алонсо   | 2005, 2007, 2012                   |
| 2        | Рубенс Барікелло  | 2002, 2009                         |
| 2        | Себастьян Феттель | 2010, 2011                         |

### Команди
Жирним шрифтом виділені команди, які беруть участь в чемпіонаті Формули-1 сезону 2007
| Перемоги | Команда  | Гран-прі                                 |
| -------- | -------- | ---------------------------------------- |
| 7        | Ferrari  | 2000, 2001, 2002, 2004, 2006, 2008, 2012 |
| 4        | McLaren  | 1984, 1993, 1997, 2007                   |
| 3        | Williams | 1985, 1996, 2003                         |
| 2        | Benetton | 1994, 1995                               |
| 2        | Red Bull | 2010, 2011                               |

### За роками

#### Включені до чемпіонату Формули-1
| Рік       | #             | Пілот             | Конструктор      | Траса          | Звіт          |
| --------- | ------------- | ----------------- | ---------------- | -------------- | ------------- |
| 2012      | 22            | Фернандо Алонсо   | Ferrari          | Валенсія       | Звіт          |
| 2011      | 21            | Себастьян Феттель | Red Bull-Renault | Валенсія       | Звіт          |
| 2010      | 20            | Себастьян Феттель | Red Bull-Renault | Валенсія       | Звіт          |
| 2009      | 19            | Рубенс Барікелло  | Brawn-Mercedes   | Валенсія       | Звіт          |
| 2008      | 18            | Феліпе Масса      | Феррарі          | Валенсія       | Звіт          |
| 2007      | 17            | Фернандо Алонсо   | McLaren-Мерседес | Нюрбургринг    | Звіт          |
| 2006      | 16            | Міхаель Шумахер   | Ferrari          | Нюрбургринг    | Звіт          |
| 2005      | 15            | Фернандо Алонсо   | Renault          | Нюрбургринг    | Звіт          |
| 2004      | 14            | Міхаель Шумахер   | Ferrari          | Нюрбургринг    | Звіт          |
| 2003      | 13            | Ральф Шумахер     | Williams-BMW     | Нюрбургринг    | Звіт          |
| 2002      | 12            | Рубенс Барікелло  | Ferrari          | Нюрбургринг    | Звіт          |
| 2001      | 11            | Міхаель Шумахер   | Ferrari          | Нюрбургринг    | Звіт          |
| 2000      | 10            | Міхаель Шумахер   | Ferrari          | Нюрбургринг    | Звіт          |
| 1999      | 9             | Джонні Герберт    | Stewart-Ford     | Нюрбургринг    | Звіт          |
| 1998      | Не проводився | Не проводився     | Не проводився    | Не проводився  | Не проводився |
| 1997      | 8             | Міка Хаккінен     | McLaren-Мерседес | Херес          | Звіт          |
| 1996      | 7             | Жак Вільнев       | Williams-Рено    | Нюрбургринг    | Звіт          |
| 1995      | 6             | Міхаель Шумахер   | Benetton-Рено    | Нюрбургринг    | Звіт          |
| 1994      | 5             | Міхаель Шумахер   | Benetton-Ford    | Херес          | Звіт          |
| 1993      | 4             | Айртон Сенна      | McLaren-Ford     | Донінгтон-Парк | Звіт          |
| 1986—1992 | Не проводився | Не проводився     | Не проводився    | Не проводився  | Не проводився |
| 1985      | 3             | Найджел Менселл   | Williams-Honda   | Брендс-Гетч    | Звіт          |
| 1984      | 2             | Ален Прост        | McLaren- TAG     | Нюрбургринг    | Звіт          |
| 1983      | 1             | Нельсон Піке      | Brabham-BMW      | Брендс-Гетч    | Звіт          |

#### Довоєнні Гран-прі
| Рік  | Пілот            | Автомобіль    | Траса   | Національний гран-прі |
| ---- | ---------------- | ------------- | ------- | --------------------- |
| 1947 | Жан-П'єр Вімілль | Alfa Romeo    | Спа     | Гран-прі Бельгії      |
| 1930 | Луї Широн        | Bugatti Т35С  | Спа     | Гран-прі Бельгії      |
| 1928 | Луї Широн        | Bugatti Т35С  | Монца   | Гран-прі Італії       |
| 1927 | Робер Бенуа      | Delage 15-S8  | Монца   | Гран-прі Італії       |
| 1926 | Жюль Гу          | Bugatti Т39А  | Ласарте |                       |
| 1925 | Антоніо Аскарі   | Alfa Romeo P2 | Спа     | Гран-прі Бельгії      |
| 1924 | Джузеппе Кампарі | Alfa Romeo P2 | Ліон    | Гран-прі Франції      |
| 1923 | Карло Салмано    | Fiat 805      | Монца   | Гран-прі Італії       |